# Dingmo Co
Dingmo Co (kinesiska: Dingmu Cuo, 丁木错) är en sjö i Kina. Den ligger i den autonoma regionen Tibet, i den sydvästra delen av landet, omkring 380 kilometer väster om regionhuvudstaden Lhasa. Trakten runt Dingmo Co består i huvudsak av gräsmarker.
Genomsnittlig årsnederbörd är 990 millimeter. Den regnigaste månaden är juli, med i genomsnitt 224 mm nederbörd, och den torraste är december, med 5 mm nederbörd.